# Hervey Machen

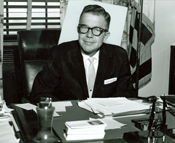
Hervey Machen

Hervey Gilbert Machen (* 14. Oktober 1916 in Washington, D.C.; † 29. November 1994 in Annapolis, Maryland) war ein US-amerikanischer Politiker. Zwischen 1965 und 1969 vertrat er den Bundesstaat Maryland im US-Repräsentantenhaus.

## Werdegang
Hervey Machen besuchte die Hyattsville High School und studierte danach an der University of Maryland. Anschließend absolvierte er bis 1941 die Southeastern University in Washington, an der er unter anderem Jura studierte. Während des Zweiten Weltkrieges diente er zwischen 1941 und 1946 in der US Army. Nach dem Krieg praktizierte Machen als Rechtsanwalt. Außerdem wurde er im Bankgewerbe tätig. Gleichzeitig schlug er als Mitglied der Demokratischen Partei eine politische Laufbahn ein. Zwischen 1954 und 1962 saß er im Abgeordnetenhaus von Maryland. Von 1947 bis 1951 war er stellvertretender Staatsanwalt im Prince George’s County. Außerdem war er in den Jahren 1949 bis 1958 auch Anwalt der Gemeinden Cheverly und Hyattsville.
Bei den Kongresswahlen des Jahres 1964 wurde Machen im fünften Wahlbezirk von Maryland in das US-Repräsentantenhaus in Washington gewählt, wo er am 3. Januar 1965 die Nachfolge von Richard Lankford antrat. Nach einer Wiederwahl konnte er bis zum 3. Januar 1969 zwei Legislaturperioden im Kongress absolvieren. Diese waren von den Ereignissen des Vietnamkrieges und der Bürgerrechtsbewegung geprägt. Im Jahr 1968 unterlag er dem Republikaner Lawrence Hogan.
1970 strebte Hervey Machen erfolglos die Nominierung seiner Partei für die Kongresswahlen an. Danach ist er politisch nicht mehr in Erscheinung getreten. Er starb am 29. November 1994 in Annapolis und wurde in Upper Marlboro beigesetzt.